# Wereldkampioenschappen kunstschaatsen 1902
De Wereldkampioenschappen kunstschaatsen is een evenement dat georganiseerd wordt door de Internationale Schaatsunie.
Het zevende wereldkampioenschap kunstschaatsen werd op 13 februari 1902 in Londen, Verenigd Koninkrijk georganiseerd. Londen was hiermee de derde stad die voor de tweede maal als gaststad optrad, het Verenigd Koninkrijk het derde land dat voor de tweede maal als gastland optrad.

## Deelname
Drie mannen en één vrouw namen deel aan dit kampioenschap. Hoewel de ISU het WK kunstschaatsen alleen voor mannen bedoeld had (in die tijd was het nog ongehoord dat vrouwen een sport beoefenden), ontdekte de Britse Madge Syers dat de reglementen niet expliciet uitsloten dat er vrouwen aan mochten deelnemen. Met de steun van de Britse schaatsbond schreef ze zich in voor dit kampioenschap. Na het WK van 1902 veranderde de ISU het reglement en alleen mannen konden voortaan nog aan het WK deelnemen. Wel werd besloten om ook voor de vrouwen een kampioenschap te organiseren.
| Verenigd Koninkrijk (2) Duitse Keizerrijk (1) Zweden (1) |

Voor de Brit Henri Torromé was het zijn enige WK deelname.
Voor de Britse Madge Syers was het de enige deelname aan het mannentoernooi. In 1906 en 1907 zou ze deelnemen aan het WK voor vrouwen. Na haar man Edgar Syers (derde in 1899) behaalde ze de tweede medaille voor het Verenigd Koninkrijk.
De Duitser Martin Gordan nam voor de eerste keer deel.
De Zweed Ulrich Salchow nam voor de vijfde keer deel, in 1897, 1899 en 1900 was hij als tweede geëindigd, in 1901 werd hij wereldkampioen.

## Medailleverdeling
| Discipline | Goud           | Zilver           | Brons         |
| ---------- | -------------- | ---------------- | ------------- |
| Mannen     | Ulrich Salchow | Madge Syers-Cave | Martin Gordan |

## Uitslagen
pc = plaatsingcijfer
|        | naam (deelname)    | land                         | pc |
| ------ | ------------------ | ---------------------------- | -- |
| Goud   | Ulrich Salchow (5) | Vlag van Zweden              | 5  |
| Zilver | Madge Syers-Cave   | Vlag van Verenigd Koninkrijk | 13 |
| Brons  | Martin Gordan      | Vlag van Duitse Keizerrijk   | 15 |
| 4      | Henri Torromé      | Vlag van Verenigd Koninkrijk | 17 |

Medaillewinnaars

Mannen · 
Vrouwen ·
Paren · 
IJsdansen

 Toernooi

1896 · 
1897 · 
1898 · 
1899 · 
1900 · 
1901 · 
1902 · 
1903 · 
1904 · 
1905 · 
1906 · 
1907 · 
1908 · 
1909 · 
1910 · 
1911 · 
1912 · 
1913 · 
1914 · 
1915-1921 · 
1922 · 
1923 · 
1924 · 
1925 · 
1926 · 
1927 · 
1928 · 
1929 · 
1930 · 
1931 · 
1932 · 
1933 · 
1934 · 
1935 · 
1936 · 
1937 · 
1938 · 
1939 ·
1940-1946 · 
1947 · 
1948 · 
1949 · 
1950 · 
1951 · 
1952 · 
1953 · 
1954 · 
1955 · 
1956 · 
1957 · 
1958 · 
1959 · 
1960 · 
1961 · 
1962 · 
1963 · 
1964 · 
1965 · 
1966 · 
1967 · 
1968 · 
1969 · 
1970 · 
1971 · 
1972 · 
1973 · 
1974 · 
1975 · 
1976 · 
1977 · 
1978 · 
1979 · 
1980 · 
1981 · 
1982 · 
1983 · 
1984 · 
1985 · 
1986 · 
1987 · 
1988 · 
1989 · 
1990 · 
1991 · 
1992 · 
1993 · 
1994 · 
1995 ·
1996 · 
1997 · 
1998 · 
1999 · 
2000 · 
2001 · 
2002 · 
2003 · 
2004 · 
2005 · 
2006 ·
2007 ·
2008 ·
2009 ·
2010 ·
2011 ·
2012 ·
2013 ·
2014 ·
2015 ·
2016 ·
2017 ·
2018 ·
2019 · 
2020 · 
2021 ·
2022 ·
2023 ·
2024

 ISU-kampioenschappen

WK kunstschaatsen junioren ·
EK kunstschaatsen ·
Viercontinentenkampioenschap ·
Olympische Spelen